# 생계
생계(livelihood) 또는 민생은 "생활의 기본 필수품(음식, 물, 피난처 및 의복)을 확보하는 수단"을 의미한다. 생계란 개인이 평생에 걸쳐 수행하는 일상생활에 필수적인 일련의 활동으로 정의된다. 이러한 활동에는 물, 식량, 사료, 의약품, 피난처, 의복 확보가 포함될 수 있다. 개인의 생계에는 자신과 가족의 기본적인 필요를 충족시키기 위해 앞서 언급한 필수품을 획득할 수 있는 능력이 포함된다. 활동은 일반적으로 지속 가능하고 존엄성을 제공하는 방식으로 반복적으로 수행된다. 예를 들어, 어부의 생계는 어류의 가용성과 접근성에 달려 있다.
지속 가능한 생계(Sustainable Livelihood, SL)의 개념은 빈곤 근절에 대한 기존의 정의와 접근 방식을 넘어서려는 시도이다.
이는 저소득과 같은 빈곤의 특정 측면이나 징후에만 초점을 맞추거나 취약성 및 사회적 배제와 같은 빈곤의 다른 중요한 측면을 고려하지 않았기 때문에 너무 좁은 것으로 나타났다. 이제 가난한 사람들이 경제적, 생태학적, 사회적으로 지속가능한 방식으로 생계를 유지하는 능력을 제한하거나 향상시키는 다양한 요소와 과정에 더 많은 관심을 기울여야 한다는 것이 인식되었다.
SL 개념은 빈곤에 대해 보다 일관되고 통합된 접근 방식을 제공한다. 지속가능한 생계 아이디어는 브룬트란트 환경개발위원회에 의해 처음 소개되었으며, 1992년 유엔 환경개발회의에서는 이 개념을 확장하여 빈곤 퇴치를 위한 광범위한 목표로서 지속가능한 생계 달성을 옹호했다.

## 같이 보기
- 라이트 라이블리후드 어워드
- 삼민주의